# Papar (district)
Papar is een district in de Maleisische deelstaat Sabah.
Het district telt 128.000 inwoners op een oppervlakte van 1200 km².